# Skład ręczny

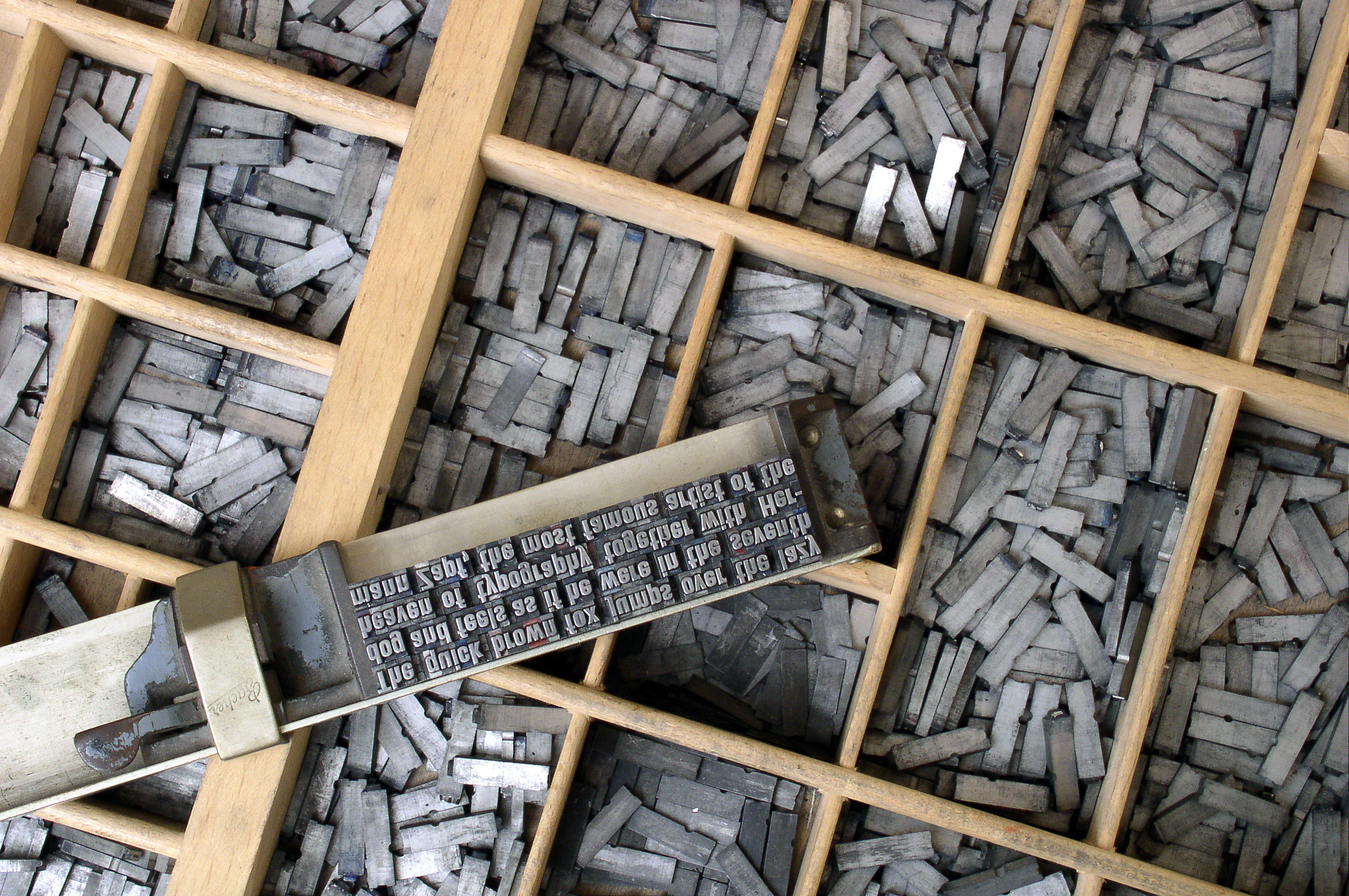
Kaszta z czcionkami w króbkach, a na niej wierszownik z poskładanym fragmentem tekstu

Skład ręczny – część procesów przygotowania publikacji poligraficznej do druku (obecnie zw. DTP) sprzed epoki typesettingu i komputerów.
Skład ręczny odbywał się w zecerniach i polegał na ręcznym układaniu sekwencji ołowianych czcionek, które przechowywano w kasztach. Był to proces znacznie bardziej pracochłonny niż dzisiejszy skład komputerowy (DTP) i nie umożliwiał stosowania tylu efektów.